# Morávka (přítok Ostravice)
Morávka je řeka v Moravskoslezském kraji, nejvýznamnější přítok řeky Ostravice, který odvodňuje centrální část Moravskoslezských Beskyd a okresu Frýdek-Místek.
Horní tok Morávky se nachází uprostřed horské oblasti, která patří ke srážkově nejbohatším v Česku, roční úhrny srážek zde dosahují 1 200 až 1 300 mm. Morávka i její přítoky tak jsou v průměru znatelně vodnější, než nížinné toky o srovnatelné ploše povodí; výkyvy průtoku jsou však v závislosti na počasí značné. To v minulosti, zvláště za vydatnějších letních dešťů, znamenalo jednak výraznou erozi na horním toku, jednak ukládání mohutných nánosů splaveného štěrku a ničivé změny koryta níže po proudu. Teprve v průběhu 20. století se výstavbou drobných prahů, hrazení a usměrňování toku, jakož i přehrady, kontrolující horní polovinu povodí, podařilo koryto Morávky zhruba ustálit.

## Popis toku

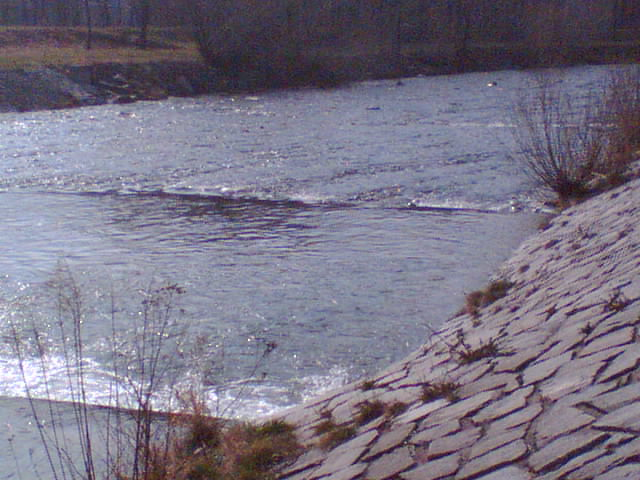
Morávka pod Raškovicemi (SZ směr)

Morávka pramení na severozápadním úbočí vrchu Sulov v Moravskoslezských Beskydech v nadmořské výšce kolem 880 m. Toto místo leží v severním sousedství osady Bílý Kříž, kterou prochází státní hranice se Slovenskem a hlavní evropské rozvodí Odra-Dunaj. Jen několik set metrů jižněji pramení také Černá Ostravice. Celkový směr Morávky od pramene k ústí je přibližně severozápadní; zpočátku tok míří horským údolím k severu. Spád je v tomto úseku značný – na prvních pěti kilometrech Morávka klesá o zhruba 300 m. Lidnatost krajiny je minimální; v okolí toku jsou roztroušeny jen drobné osady obce Morávka. V osadě Uspolka zprava ústí první z větších přítoků, potok Nytrová. O něco níže, přibližně 10 km od pramene, byla na soutoku s potokem Slavíč v letech 1961 až 1964 zřízena vodní nádrž Morávka, sloužící jako zdroj pitné vody a ochrana před povodněmi. Sklon údolí je tu už mírnější – Morávka od pátého do desátého kilometru své cesty ztrácí asi 90 výškových metrů. Pod přehradou leží na říčce první větší sídlo, vlastní jádro obce Morávka. Průměrný průtok v těchto místech činí 1,79 m³/s. Říčka směřuje k severozápadu, z pravé strany je tok ještě lemován masívem Čupele, z levé strany se však údolí postupně otevírá; spád se dále zmírňuje na 60 výškových metrů mezi desátým a patnáctým kilometrem toku. Na levém břehu se rozkládají obce Pražmo a Raškovice. V Raškovicích zleva přidává své vody poslední velký přítok, Mohelnice, a jen o něco níže je na jezu mezi Raškovicemi a Vyšními Lhotami menší část průtoku Morávky oddělována do přivaděče Morávka-Žermanice, umělého povrchového kanálu, který ústí ve Vojkovicích do řeky Lučiny. Původním záměrem tohoto díla z přelomu 50. a 60. let bylo odklánět za povodní z Morávky do Lučiny část průtoku; dnes však slouží především ke zlepšování stavu Lučiny a na ní položené nádrže Žermanice v sušších obdobích. Spád už je na dolním toku vcelku ustálený – během posledních patnácti kilometrů svého toku Morávka klesá přibližně o 50 m na každých 5 km. Od Vyšních Lhot má koryto po většinu trasy výrazně přírodnější vzhled se štěrkovými náplavy, občasnými zářezy a peřejemi. V Česku se jedná o jeden z posledních zbytků koryta podhorské řeky, dochovaného v téměř původní podobě, proto jsou na tomto úseku Morávky prohlášena chráněná území národní přírodní památka Skalická Morávka (2007) a přírodní památka Profil Morávky (1990). Při pravém břehu Morávky se postupně prostírají obce Nižní Lhoty, Nošovice a Dobrá, zatímco kopce Strážnice a Vrchy na břehu levém nakrátko nutí řeku odchýlit se k severu. Za již zmíněnou PP Profil Morávky řeka protéká mezi Starým Městem a Frýdkem, kde také nakonec zprava ústí do Ostravice.

## Hlavní přítoky
(levý/pravý)
- Lúčka (P)
- Kocuří potok (L)
- Nytrová[1](P)
- Slavíč[2](P)
- Lipový potok (P)
- Vlaský potok (L)
- Malý Lipový potok (P)
- Mohelnice (L)